# 테럴 틸포드

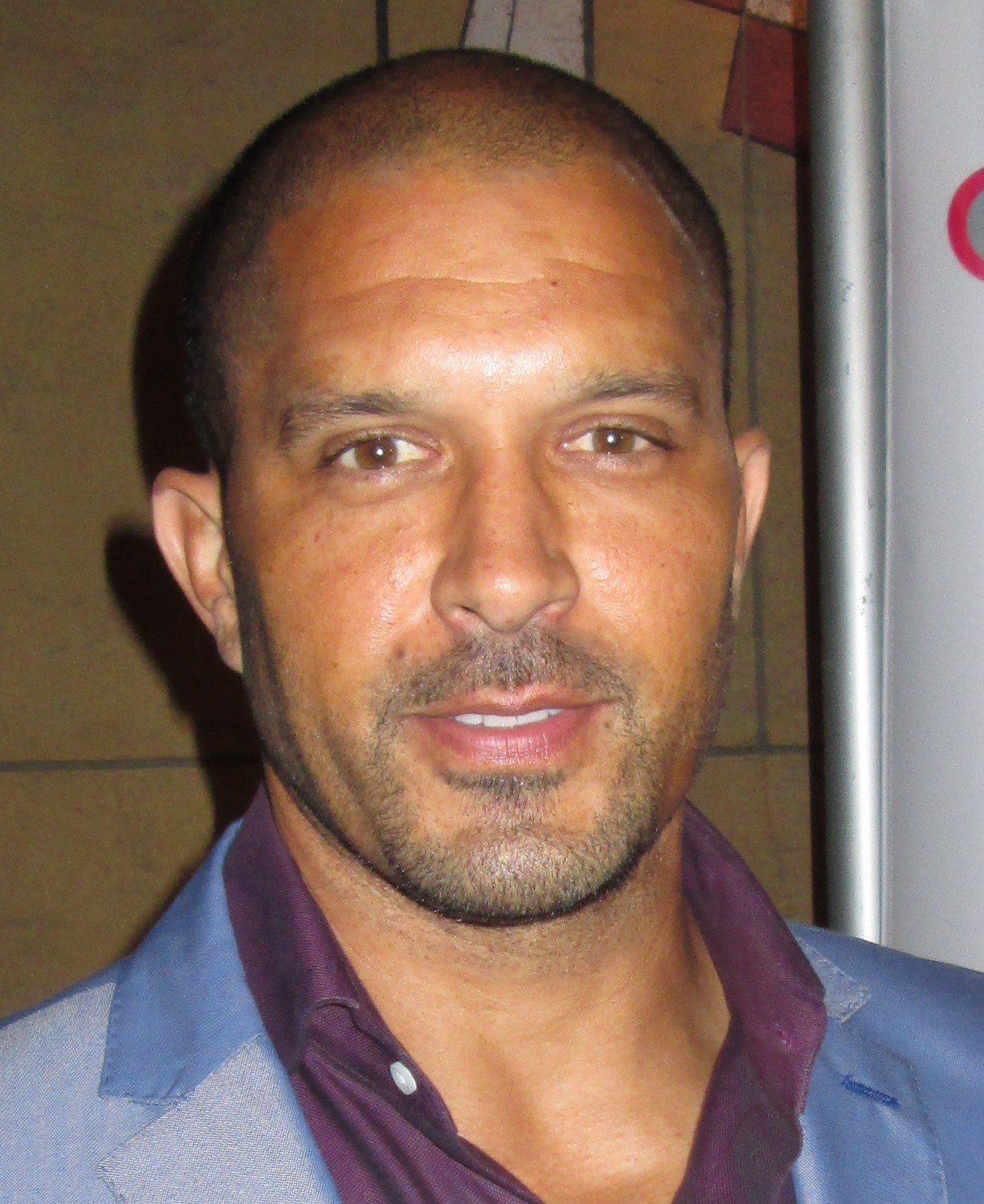

테럴 틸퍼드(영어: Terrell Tilford, 1969년 7월 22일 ~ )는 미국의 배우이다.
로스앤젤레스에서 태어났다.

## 출연 작품

### 영화
- 지구침략: 기계들의 반란 (2006, A.I. Assault)
- A Year and a Day (2005)
- 세레니티 (2005)
- 다크 하우스 (2009)
- H4 (2012)
- Blackbird (2014)

### 텔레비전
- 가이딩 라이트 (1998-2001)
- 우리 생애 나날들 (2008)
- 원 라이프 투 리브 (2009-10)
- 아줌마 형사 글로리아 (2011, The Protector)